# Čunkova Draga
Čunkova Draga – wieś w Chorwacji, w żupanii zagrzebskiej, w gminie Krašić. W 2011 roku liczyła 24 mieszkańców.